# Kyle Hobus
Kyle Patrick Hobus (* 19. März 2000 in San Pedro) ist ein US-amerikanischer Volleyballspieler.

## Karriere
Hobus begann seine Karriere an der Palos Verdes High School. Von 2019 bis 2024 studierte er an der Cal State Northridge University und spielte in der Universitätsmannschaft Matadors. In der Saison 2024/25 spielte er beim österreichischen Erstligisten Hypo Tirol Innsbruck. Mit der A-Nationalmannschaft nimmt der Diagonalangreifer an der Nations League 2025 teil. Zur Saison 2025/26 wechselt er zum deutschen Bundesligisten VfB Friedrichshafen.